# Tajik League 2012
De Tajik League 2012 is het eenentwintigste seizoen van het voetbalkampioenschap van Tadzjikistan (Ligai olii Toçikiston).
Het hoogste niveau bestaat uit dertien voetbalclubs en er wordt gevoetbald van het voorjaar tot en met het najaar. Titelhouder van vorige seizoen is Istiqlol Dushanbe.

## Teams
| Club                    | Stad         | Stadion                        | Capaciteit |
| ----------------------- | ------------ | ------------------------------ | ---------- |
| Energetik Dushanbe      | Dushanbe     | Stadion Aeroflot               | 3.000      |
| Guardia Dushanbe        | Dushanbe     | Stadion Politekhnikum          | 2.000      |
| Hosilot Farkhor         | Farkhor      | Stadion Farkhar                | 3.000      |
| FK Istaravshan          | Istaravshan  | Istaravshan Sports Complex     | 5.000      |
| Istiqlol Dushanbe       | Dushanbe     | Central Republican Stadium     | 21.400     |
| Khayr Vahdat FK         | Vahdat       | Stadion im. Safarbeka Karimova | 7.000      |
| FK Khujand              | Khujand      | 20-Letie Nezavisimostistadion  | 25.000     |
| Parvoz Bobojon Ghafurov | Ghafurov     | Stadion Furudgokh              | 5.000      |
| Ravshan Kulob           | Kulob        | Langari Langarieva Stadium     | 20.000     |
| Regar-TadAZ Tursunzoda  | Tursunzoda   | Stadium Metallurg 1st District | 10.000     |
| SKA-Pamir Dushanbe      | Dushanbe     | CSKA Stadium                   | 7.000      |
| Vakhsh Qurghonteppa     | Qurghonteppa | Tsentralnyi Stadium            | 10.000     |
| Zarafshon Pendjikent    | Pendjikent   | Stadion Zarafshon              | 2.000      |

## Stand
| Pos | Team                 | Wed | W  | G | V  | Ptn | DV | DT | +/− | Kwalificatie of degradatie |
| --- | -------------------- | --- | -- | - | -- | --- | -- | -- | --- | -------------------------- |
| 1   | Ravshan Kulob (C)    | 24  | 20 | 2 | 2  | 62  | 51 | 10 | +41 | AFC Cup 2013               |
| 2   | Regar-TadAZ          | 24  | 19 | 4 | 1  | 61  | 77 | 16 | +61 | AFC Cup 2013 (play off)    |
| 3   | Istiqlol Dushanbe    | 24  | 16 | 5 | 3  | 53  | 76 | 13 | +63 |                            |
| 4   | Khayr Vahdat FK      | 24  | 16 | 4 | 4  | 52  | 45 | 27 | +18 |                            |
| 5   | Parvoz               | 24  | 10 | 4 | 10 | 34  | 47 | 36 | +11 |                            |
| 6   | Vakhsh               | 24  | 9  | 4 | 11 | 31  | 31 | 24 | +7  |                            |
| 7   | SKA-Pamir Dushanbe   | 24  | 8  | 6 | 10 | 30  | 26 | 25 | +1  |                            |
| 8   | FK Khujand           | 24  | 8  | 6 | 10 | 30  | 29 | 44 | −15 |                            |
| 9   | FK Istaravshan       | 24  | 8  | 4 | 12 | 28  | 33 | 44 | −11 |                            |
| 10  | Energetik Dushanbe   | 24  | 7  | 6 | 11 | 27  | 35 | 34 | +1  |                            |
| 11  | Hosilot Farkhor      | 24  | 4  | 2 | 18 | 14  | 18 | 64 | −46 |                            |
| 12  | Guardia Dushanbe     | 24  | 4  | 0 | 20 | 12  | 18 | 72 | −54 |                            |
| 13  | Zarafshon Pendjikent | 24  | 1  | 3 | 20 | 6   | 21 | 98 | −77 |                            |

## Topscores
| Rank | Speler             | Club                    | Doelpunten |
| ---- | ------------------ | ----------------------- | ---------- |
| 1    | Dilshod Vasiev     | Istiqlol Dushanbe       | 24         |
| 2    | Kamil Saidov       | Regar-TadAZ Tursunzoda  | 20         |
| 3    | Akhtam Khamrakulov | Regar-TadAZ Tursunzoda  | 18         |
| 4    | Mirzobek Mirzoev   | Khayr Vahdat FK         | 17         |
| 5    | Numonjon Hakimov   | Ravshan Kulob           | 12         |
| 6    | Shodibek Gafforov  | Energetik Dushanbe      | 11         |
| 6    | Mansur Khakimov    | Parvoz Bobojon Ghafurov | 11         |

## Hattricks
| Speler                | Voor        | Tegen       | Resultaat | Datum            |
| --------------------- | ----------- | ----------- | --------- | ---------------- |
| Hindus Huseynzoda     | Khujand     | Guardia     | 4–1       | 15 april 2012    |
| Davronjon Tukhtasunov | Regar-TadAZ | Istaravshan | 5–1       | 3 juni 2012      |
| Jamshed Ismailov      | Regar-TadAZ | Energetik   | 3–1       | 30 juni 2012     |
| Nowruz Rustamov       | Ravshan     | Vakhsh      | 3–1       | 3 oktober 2012   |
| Kamil Saidov6         | Regar-TadAZ | Zarafshon   | 12–0      | 9 oktober 2012   |
| Akhtam Khamrakulov4   | Regar-TadAZ | Hosilot     | 12–0      | 20 oktober 2012  |
| Dilshod Vasiev4       | Istiklol    | Zarafshon   | 10–1      | 24 oktober 2012  |
| Mirzobek Mirzoev      | Khayr       | Energetik   | 4–1       | 25 oktober 2012  |
| Jahongir Ergashev     | Istiklol    | Guardia     | 7–0       | 27 oktober 2012  |
| Shudzhoat Nematov4    | Energetik   | Zarafshon   | 8–0       | 12 november 2012 |
| Kamil Saidov5         | Regar-TadAZ | Guardia     | 12–0      | 18 november 2012 |
| Dilshod Vasiev4       | Istiklol    | Khujand     | 10–0      | 22 november 2012 |
| Farkhod Tokhirov      | Istiklol    | Khujand     | 10–0      | 22 november 2012 |

- 4 speler maakt een 4 doelpunten
- 5 speler maakt een 5 doelpunten
- 6 speler maakt een 6 doelpunten

1992 · 1993 · 1994 · 1995 · 1996 · 1997 · 1998 · 1999 · 2000 · 2001 · 2002 · 2003 · 2004 · 2005 · 2006 · 2007 · 2008 · 2009 · 2010 · 2011 · 2012 · 2013 · 2014 · 2015 · 2016 · 2017 · 2018 · 2019 · 2020 · 2021 · 2022 · 2023 · 2024 · 2025
Chatlon · 
Choedzjand ·
CSKA Pomir · 
Doesjanbe-83 · 
Fajzdjand · 
Istaravshan · 
Istiklol · 
Koektosj Rudaki · 
Lokomotiv Pomir · 
Regar-TadAZ